# Saint-Laurent-de-Vaux
Saint-Laurent-de-Vaux este o comună în departamentul Rhône din sud-estul Franței. În 2009 avea o populație de 254 de locuitori.

## Evoluția populației
| An        | 1975 | 1982 | 1990 | 1999 | 2006 | 2009 |
| --------- | ---- | ---- | ---- | ---- | ---- | ---- |
| Populație | 91   | 120  | 180  | 215  | 244  | 254  |